# Wolgazander
Der Wolgazander oder Steinschill (Sander volgensis, Syn.: Stizostedion volgensis) ist ein Fisch aus der Familie der Echten Barsche (Percidae).

## Merkmale
Der Fisch ist kleiner als der gewöhnliche Zander. Er wird maximal 40 bis 50 Zentimeter lang und zwei Kilogramm schwer. Er hat am Körper dunkle Streifen, die sich nicht in Flecken auflösen. Im Maul hat er keine auffallend größeren (Fang-)Zähne. Der ganze vordere Kiemendeckel ist mit Schuppen bedeckt. Schon Francis Willughby hatte klar festgestellt, dass es in der österreichischen Donau zwei Zander-Arten gibt.

## Vorkommen
Er bewohnt die tieferen sandigen Flussabschnitte der Donau, der Wolga bis hin zum Ural. Gerne versteckt er sich in dichten Uferüberhängen. Mitunter findet man ihn auch in Brackwasser.
Die für ihn angenehme Wassertemperatur liegt zwischen 8 und 22 °C bei einem pH-Wert zwischen 7,2 und 8,0.
In der Tschechischen Republik ist der Wolgazander erst seit kurzem wieder heimisch.
Er wird vor allem in den flachen Abschnitten der Flüsse March und Thaya gesichtet.
In der Roten Liste der IUCN wird Sander volgensis als „nicht gefährdet“ („least concern“) eingestuft. 2004 wurde die Art noch als „gering gefährdet“ („near threatened“) eingestuft. In Deutschland hat sich unter anderem ein fester Bestand im Mittellandkanal entwickelt, welcher sich von da aus zunehmend in das Westdeutsche Kanalnetz ausbreitet. Wolgazander werden in diesem Bereich inzwischen regelmäßig von Angler gefangen.

## Fortpflanzung
Der Wolgazander laicht von April bis Mai an seichten Stellen. So wie beim Zander übernimmt auch beim Wolgazander das Männchen die Brutpflege.

## Lebensweise
Auf Nahrungssuche geht der Wolgazander meist gegen Abend oder in der Nacht. Er nimmt auch in der kühlsten Jahreszeit Nahrung zu sich, die hauptsächlich aus Fischen und kleinen Krebsen besteht.
Vorzugsweise erbeutet er Barsche.